# روبيجني
روبيجنيهي مدينة ضمن لوهانسك أوبلاست في أوكرانيا. عدد السكان: 56،066 (تقديرات 2021)